# FS Orlonn
FS Orlonn, egentlig Flemming Sørensen, (født 1958 i Frederikshavn), er en dansk producer, sanger og guitarist.
FS Orlonn begyndte at spille guitar og komponere musik som 12-årig, og op gennem 1970'erne var FS Orlonn med i flere bandkonstellationer, bl.a. det frederikshavner-baserede orkester Magic og Magenta fra Aalborg.
I 1995 indspillede FS Orlonn cd'en "Books Of Beyond" med guitaristen Poul Halberg som producer og musiker. Fra albummet gjorde især sangene "If I Can Be A Man" og "It's About Time We Change" sig bemærket, ligesom andre af albummets sange blev benyttet i tv-serien Strisser på Samsø, der blev vist på eleva2ren i 1997-1998.
På albummet medvirker Delta Blondes, der udover Poul Halberg bestod af Skipper Flytkjær fra Chaingang, Georg Olesen fra TV-2, Morten Buchholtz som bl.a. komponerede musik til filmen Solo, og spiller sammen med Poul Krebs samt Lars Daugaard, der også spiller med Poul Krebs, og eller kendes fra en lang række bands som bl.a. One Two, Savage Rose og Skagarack. Endvidere medvirkede Jacob Andersen, der kendes fra Sneakers, Danseorkestret og C.V. Jørgensen. Som korsangere medvirkede Annika Askmann og Gry Harrit, der begge er kendte i en lang række musiksammenhænge. Annika Askmann synger bl.a. titelsangen "Nynne" fra tv-serien af samme navn.
FS Orlonn udgav i november 2012 sit andet album, Ever Since Eve som er produceret af FS Orlonn i sit eget lydstudie, Lyddokken i Frederikshavn. Fra denne plade er især sangen "One Change In A Million" flittigt spillet i radioen. På nummeret spiller Poul Halberg atter guitarsolo, som det var tilfældet 17 år tidligere. Sideløbende med karrieren som musiker og producer underviser FS Orlonn i guitarspil og sangteknik.
Som band bruger FS Orlonn i 2013: Christian Thrane (bas) eller Christian Houman (bas), Peter Schrøder Jungersen (keyboard), Søren Kepler (trommer) og Henrik Vestergaard (guitar) og Sigrið Rasmussen (kor). Den 10. august 2007 spillede FS Orlonn med band opvarmning til Totos koncert i Arena Nord i Frederikshavn.

## Diskografi
- 1995 – "Books Of Beyond"
- 2012 – "Ever Since Eve"

## Ekstern henvisning
FS Orlonn Arkiveret 30. juni 2007 hos  Wayback Machine (FS Orlonns hjemmeside)